# Jules Supervielle
Jules Supervielle (Montevideo, Uruguai, 16 de gener de 1884 - París, França, 17 de maig de 1960) ver ser un poeta i escriptor francès d'origen uruguaià.
Supervielle sempre es va mantenir allunyat del surrealisme, que va ser preponderant durant la primera meitat del segle xx. Ansiós per proposar una poesia més realista i humana, Supervielle va rebutjar el que es coneix com a "escriptura automàtica" (que els mateixos surrealistes també abandonarien més tard). També va negar el control de l'inconscient, desaprovant un mètode que altres poetes francesos i europeus havien usat com innovacions típiques del surrealisme.
Conscient de l'univers que l'envoltava, així com amb els fantasmes del seu propi interior, va ser un dels primers a proposar aquest mètode de vigilància; una cosa que seguirien generacions posteriors, en distanciar-se cada vegada més del surrealisme de l'època. Va ser, en certa manera, un precursor d'un moviment que tindria lloc entre els anys 1945 i 1950, caracteritzat per la presència de personalitats tan importants com Rene Char, Henri Michaux, Saint-John Perse o Francis Ponge, poetes, tots ells, interessats a buscar una nova forma de fer lírica, agafant elements del mateix univers i els seus misteris, sense fer massa atenció a l'ús correcte i prolix del llenguatge: Yves Bonnefoy, Philippe Jaccottet, Jacques Dupin, Eugene Guillevic, Jean Grosjean, Andre Frénaud, André de Bouchet, Jean Follain, i altres.
Entre els seus molts admiradors hi ha Rene-Guy Cadou, Alain Bosquet, Lionel Ray, Claude Roy, Philippe Jaccottet i Jacques Réda.

## Biografia
Entre 1880 i 1883, Bernard, oncle del poeta, va fundar un banc a l'Uruguai, amb la seva esposa Marie-Anne. Aquest negoci aviat es va convertir en una empresa familiar. Bernard va convidar al seu germà, Jules, pare del poeta, que viatgés a l'Uruguai i se'ls unís en el negoci, una cosa que efectivament va fer. Allà, va conèixer Marie, la seva cunyada, i va contreure matrimoni amb ella.
Poc després neix Supervielle, a Montevideo, fill de pare francès i mare basca. Aquell mateix any, el petit Jules i els seus pares viatgen a França i s'estableixen a Oloron-Sainte-Marie. En aquesta ciutat són víctimes de còlera i moren, deixant Jules en qualitat d'orfe i criat per la seva àvia fins que el seu oncle Bernard, i la seva esposa Marie-Anne, decideixen adoptar-lo i criar-lo com el seu propi fill. Per aquesta raó, Supervielle torna a l'Uruguai.
El 1893, amb 9 anys, el jove Jules s'assabenta que és adoptat i comença a escriure una sèrie d'apunts sobre faules en un llibre de registre del banc Supervielle. Un any més tard, els seus oncles es muden a París, on Jules va rebre tota la seva educació secundària.
Adolescent, descobreix l'obra d'Alfred de Musset, Victor Hugo, Alphonse de Lamartine, Charles Marie Rene Leconte de Lisle i Sully Prudhomme. Com a resultat, comença a compondre poemes en secret.
El 1901, publica els seus primers poemes titulats Brumes du passé, i passa les seves vacances d'estiu a l'Uruguai en els següents tres anys. Entre 1902 i 1906, continua amb els seus estudis fins a llicenciar-se en literatura. També realitza servei militar però, per la seva delicada salut, es veu reformat al cap de poc.
El 1907 contreu matrimoni amb Pilar Saavedra, a Montevideo. D'aquesta unió naixerien sis fills, entre 1908 i 1929. En aquella època, presenta la seva tesi sobre "el sentiment de la naturalesa en la poesia hispanoamericana". Alguns dels seus resums van aparèixer a la biblioteca nacional dels Estats Units.
El 1912, després de molts viatges, decideix instal·lar-se a París, a l'apartament 47, de boulevard Lannes, on va viure vint-i-tres anys, si bé, molt sovint, creuava l'oceà l'Atlàntic per anar a l'Uruguai, la seva segona llar. De 1914 a 1917 Jules Supervielle exerceix nombroses activitats en el Ministeri de Defensa, per les seves habilitats lingüístiques. A partir de 1917, llegeix en profunditat a autors com Paul Claudel, Arthur Rimbaud, Stéphane Mallarmé, Jules Laforgue (també nascut a l'Uruguai, i compatriota seu) i Walt Whitman, que va influir en la seva obra posterior.
Cap a 1919, la publicació dels seus poemes va cridar l'atenció d'André Gide i Paul Valéry, i va entrar en contacte amb la Nouvelle Revue Française (NRF).

### Obra
El 1922 publica la seva primera col·lecció important de poemes, titulada: Débarcadères. Un any després, inicia una llarga amistat amb Henri Michaux. En aquesta època publica la seva primera novel·la: L'homme de la pampa.
El 1925 coneix el poeta alemany Rainer Maria Rilke i publica una de les col·leccions de poemes més importants del segle XX: Gravitations. Dos anys després, el 1927, entaula una amistat amb Jean Paulhan i hi basa les seves obres. El 1931 escriu el seu primer grup de notícies: L'enfant de la haute mer. Es dedica a moltes activitats i és reconegut per la crítica, tant a França com a l'Uruguai. La seva primera obra teatral La belle au bois, també va ser escrita aquell any. A més, sempre es va dedicar a corregir els seus propis texts, i a reeditar-los en nombroses ocasions, sovint canviant de gènere literari. El 1938 coneix René Étiemble, i treballen junts en una sèrie de publicacions.

### Exili
El 1939, amb el començament de la Segona Guerra Mundial, la tensió internacional, les dificultats financeres i els problemes de salut (pulmonars i cardíacs), van provocar que Jules Supervielle s'exiliés a l'Uruguai per set anys. En aquest període és nomenat Oficial de la Legió d'Honor francesa.
El 1940 el Banco Supervielle entra en fallida i el poeta queda sumit en la misèria. Tanmateix, la seva activitat literària és intensa en aquesta època i aconsegueix que moltes de les seves obres siguin representades al teatre, a les mans de grans directors com Louis Jouvet. A més, es va dedicar a la traducció (Guillén, Lorca, Shakespeare) i va rebre nombrosos guardons al seu país de naixement, durant aquests anys de maduresa artística.
El 1944, du a terme una sèrie de conferències sobre literatura francesa contemporània a la Universitat de Montevideo.

### Últims anys
El 1946, Supervielle torna a França, després d'haver estat nomenat corresponsal cultural per a la delegació de l'Uruguai a París. Aquell any publica els seus primers contes mitològics, amb el títol d'Orphée.
Cap a 1951, publica una peça autobiogràfica (Boire à la source), així com una sèrie d'assaigs sobre els seus pensaments en poesia: "mentre pensem en l'art poètic", seguint amb els seus Naissances'. En aquest llavors sofreix d'arítmia i arrossega efectes col·laterals de la seva llarga malaltia pulmonar. Així i tot, el 1959 publica la seva última col·lecció poètica, Le Corps Tragique.
El 1960, Supervielle és elegit Prince des poètes pels seus seguidors. Poc després, el 17 de maig, mor al seu apartament parisenc i és enterrat en Auloron Santa Maria. L'octubre, la Nouvelle Revue Française' publica un nou fascicle en la seva memòria.
El 1976 mor la seva esposa Pilar, també nascuda a l'Uruguai, i és enterrada al costat del seu marit.

## Homenatge
De 1966 a 1987 es publiquen una sèrie d'edicions de Gallimard (col·lecció "Poésie") sobre les seves principals peces poètiques.
El 1990, la ciutat d'Oloron-Sainte-Marie crea el Premi Jules-Jules-Supervielle. Entre els guanyadors, hi ha els noms de molts poetes contemporanis: Alain Bosquet, Eugene Guillevic, Henri Thomas, Jean Grosjean i Lionel Ray.
El 1996 es publica una edició completa de les obres de Jules Supervielle a la Bibliothèque de La Pléiade, a càrrec d'edicions Gallimard.